# Diário Gaúcho
O Diário Gaúcho é um jornal pertencente ao mesmo grupo de comunicação do jornal Zero Hora, o Grupo RBS. É editado em Porto Alegre, Rio Grande do Sul, segue o estilo dos tabloides britânicos, com títulos altamente grifados e em cores chamativas nas capas de suas edições. É categorizado como um jornal popular, direcionado às classes C, D e E, da Grande Porto Alegre.

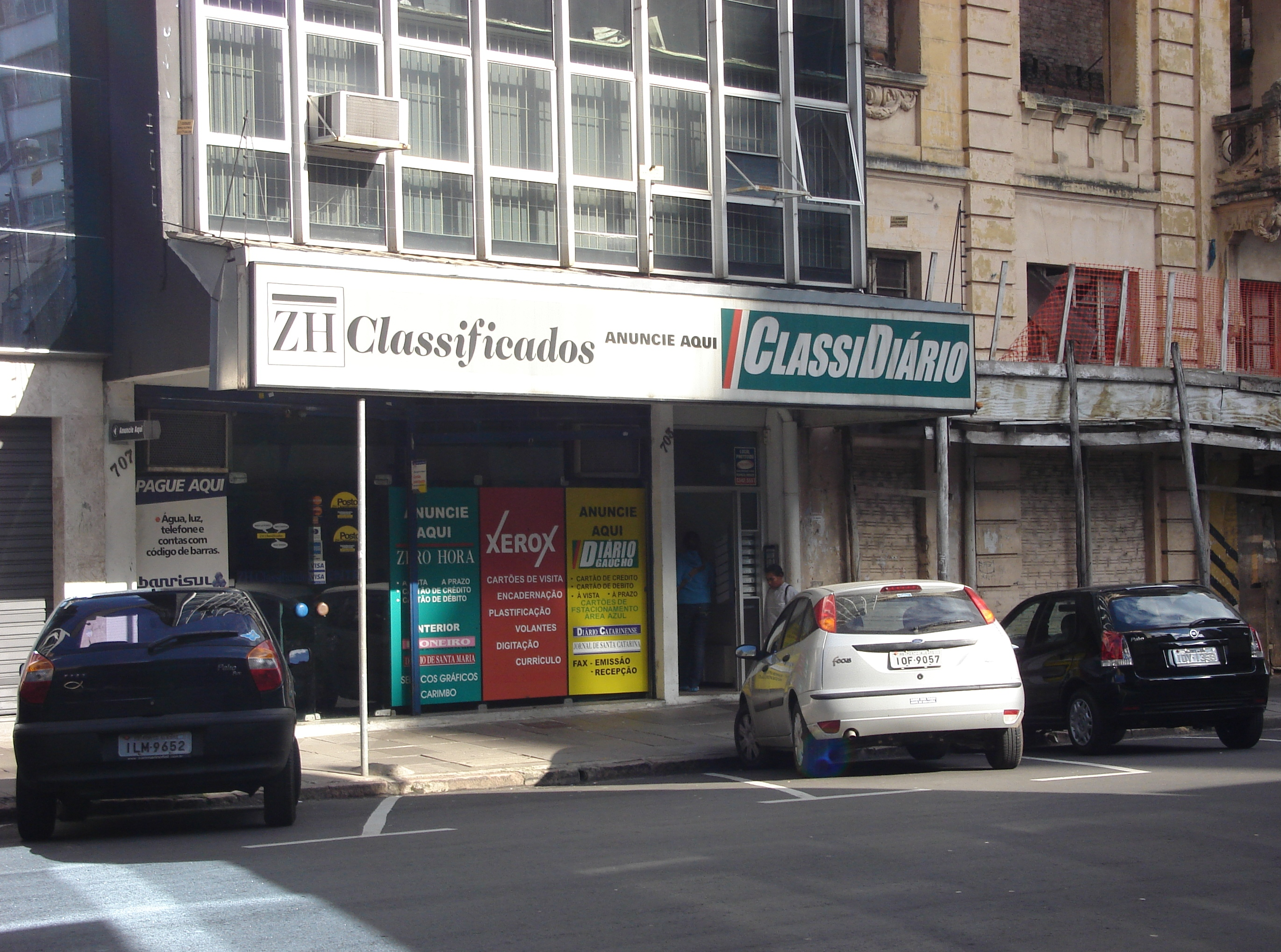
Antiga sede do Classidiário, classificados do Diário Gaúcho.

## História
O Diário Gaúcho foi fundado no dia 17 de abril de 2000.
No início, o jornal fez uma enquete com o povo para decidir o nome do jornal, sorteando um automóvel para incentivar a participação na escolha. Entre as opções, além do nome escolhido, estavam Diário Farroupilha (uma das duas sugestões propostas pela própria RBS, além do atual nome), O Povo Gaúcho, Estou em Toda Parte, Filhos do RS, Bandeira Gaúcha e Nosso Caminho. O sucesso da campanha de lançamento proporcionou a experimentação do produto e o crescimento da circulação do jornal. O Diário Gaúcho proporcionou a inclusão de milhares de cidadãos no mercado de leitura de jornais e acesso a notícias.
Para incrementar a relação do jornal com o seu público leitor, o Diário Gaúcho possui a promoção Junte & Ganhe: desde o lançamento do jornal, basta colecionar os selos, publicados diariamente na capa, e preencher uma cartela que, completa, dá direito a brindes. O primeiro deles foi um conjunto completo de panelas, e depois passando por pratos, tigelas, copos, etc., sendo principalmente kits de utensílios de cozinha.
Diferentemente de Zero Hora e dos demais jornais de grande circulação de Porto Alegre, o Diário Gaúcho não possui assinatura mensal, nem semestral nem anual. Por tratar-se de um jornal popular, sua forma de chegar aos leitores se dá exclusivamente através da venda avulsa (nas bancas, mercados e afins).
A experiência com o jornal levou ao lançamento do Hora, que circula no estado de Santa Catarina desde 2006. O objetivo é o mesmo, porém tratando dos assuntos locais de maior relevância para a comunidade de cada região.

## Prêmios
Prêmio Vladimir Herzog
Menção Honrosa do Prêmio Vladimir Herzog por Fotografia
| Ano  | Obra                                        | Veículo de mídia                | Autor              | Resultado |
| ---- | ------------------------------------------- | ------------------------------- | ------------------ | --------- |
| 2004 | "Mãe amarra filho para protegê-lo da droga" | Diário Gaúcho – Porto Alegre/RS | Andréa Konig Ghaiz | Venceu    |